# 1963 (Els Pets)
1963 és el tretzè disc publicat per la banda catalana Els Pets, editat el 29 d'abril de 2022, sota el segell discogràfic RGB. Segons el grup, el disc és un "cant adult a l'optimisme i les ganes de viure després de la pandèmia"", i busca "desdramatitzar" una mica i "trencar l'esperit apocalíptic que ens envolta" des de l’inici de la Covid-19.
La portada del disc és obra del dissenyador Gerard Joan, i està inspirada en el pop-art i el moviment mod dels anys 60.

## Cançons
El disc conté 12 cançons originals.
| 1.            | «No t'escolto»               | 2:14  |
| 2.            | «Jordi Puig»                 | 2:53  |
| 3.            | «Ulls com piscines»          | 2:41  |
| 4.            | «Lent»                       | 2:39  |
| 5.            | «Sota un glop de vi»         | 2:35  |
| 6.            | «Tres segons»                | 2:19  |
| 7.            | «Com un mitjó»               | 3:17  |
| 8.            | «S'equivoquen»               | 3:22  |
| 9.            | «Encenalls»                  | 3:02  |
| 10.           | «Atracament a La Caixa»      | 2:38  |
| 11.           | «Els dies que han d'arribar» | 2:54  |
| 12.           | «Fem riure»                  | 4:20  |
| Durada total: | Durada total:                | 32:54 |